# AKM (fucile d'assalto)
L'AKM (sigla di Avtomat Kalashnikova Modernizirovanniy, in russo Автомат Калашникова Модернизированный?) è la più diffusa variante modernizzata del fucile d'assalto AK-47.

## Storia
Introdotto in servizio con l'esercito sovietico nel 1959, l'AKM è la versione più prodotta della serie Kalašnikov ed è stata usata anche da molti altri stati dell'ex patto di Varsavia e dagli alleati in Asia ed Africa. La produzione di queste armi avveniva alla Tul'skij Oružejnyj Zavod e Izh Auto.
Fu ufficialmente sostituito in servizio di prima linea dall'AK-74 negli anni settanta, ma è ancora ampiamente usato in tutto il mondo.

## Differenze rispetto all'AK-47

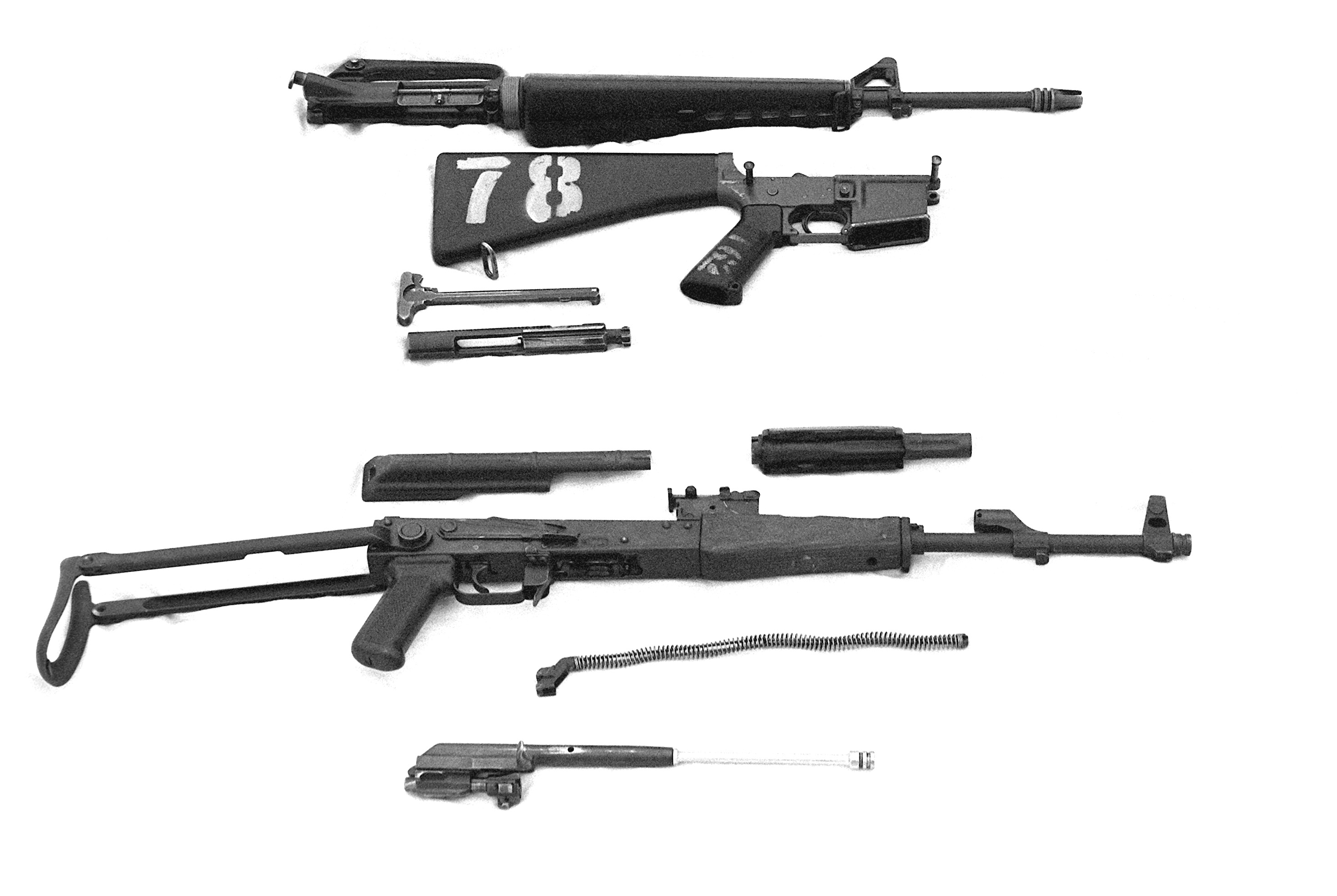
La versione AKMS (sotto) smontata confrontata all'M16 statunitense

Rispetto all'AK-47, l'AKM presenta svariati miglioramenti per ottimizzare la produzione di massa, cioè alcune parti ed insiemi sono ideati con meccanismi di produzione semplificati. In particolare il castello in acciaio lavorato dal pieno è sostituito da un blocco in lamiera di acciaio stampata a forma di U, riducendo anche il peso di circa 1 kg. La precisione durante il tiro automatico è migliorata e sono stati risolti vari problemi di scarsa affidabilità. Fu mantenuta la canna internamente cromata, caratteristica delle armi sovietiche, necessaria per resistere all'usura in condizioni sporche e a causa dell'ampio uso di propellenti corrosivi.
La culatta è racchiusa da una copertura in lamiera stampata, alla quale sono attaccati il calcio e la canna tramite rivetti. La copertura è dotata di un rinforzo tubolare. Le slitte che funzionano da guide per l'otturatore sono montate nella culatta tramite saldatura a punti. Per risparmiare peso, la copertura è più sottile di quella dell'AK-47 originale, quindi per aumentarne la solidità sono presenti nervature di rinforzo, sia longitudinali che trasversali.

## Varianti

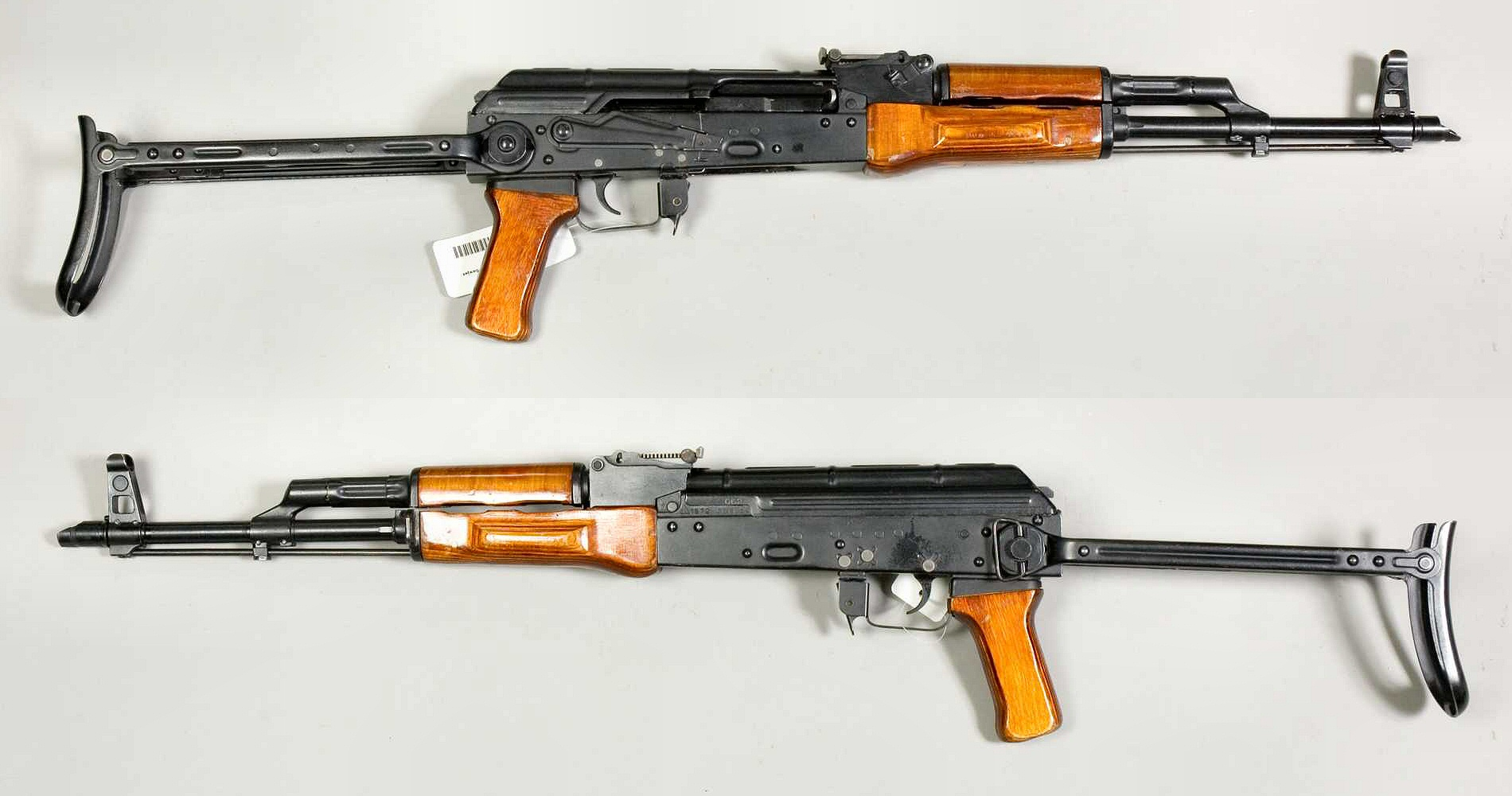
AKMS senza caricatore

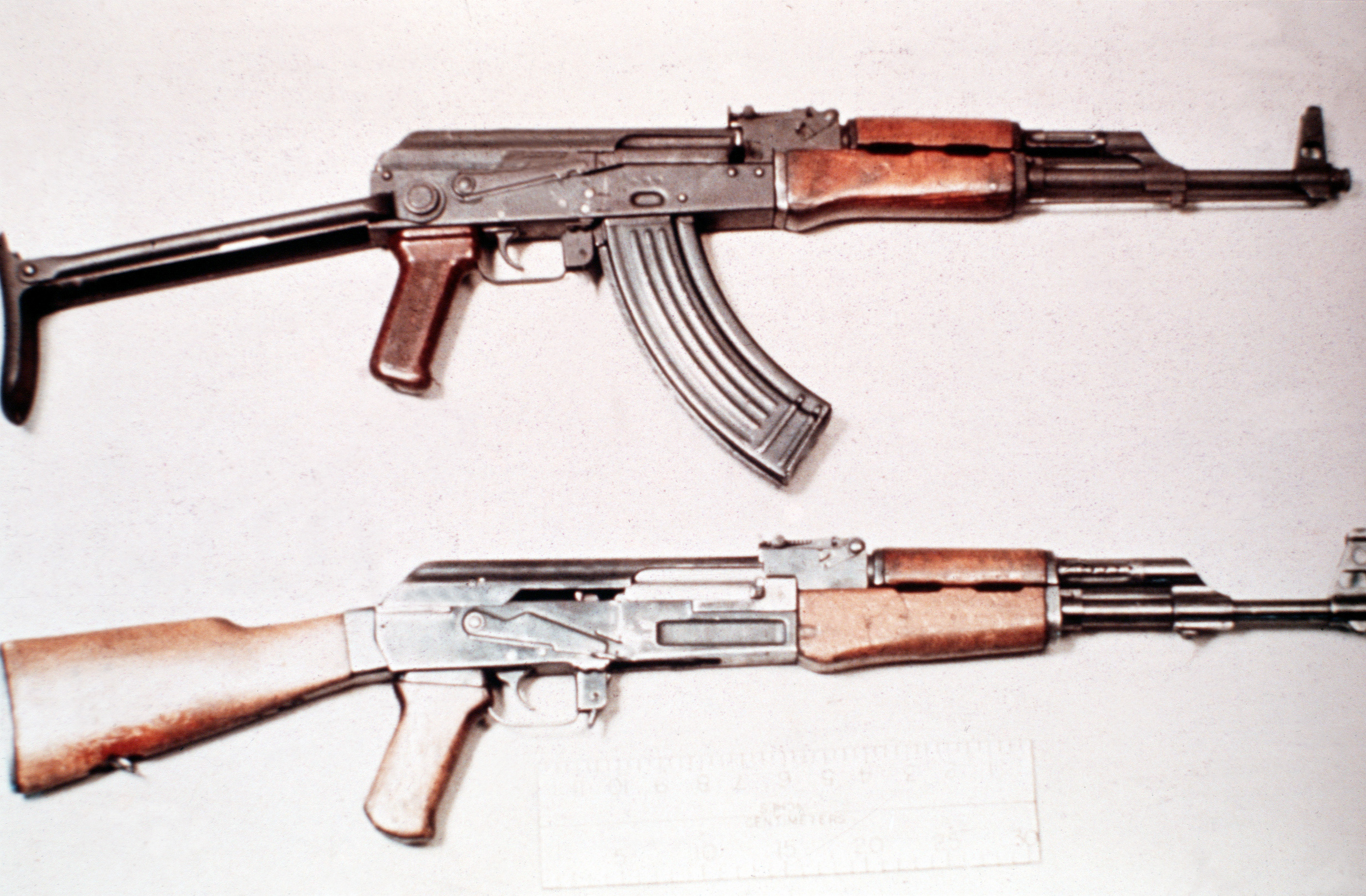
Un AKMS (sopra) a confronto con un AK-47 standard senza caricatore

- AKM (1951): modello con castello ricavato dal pieno. Canna e camera di scoppio sono cromate per garantire resistenza alla corrosione.
- AKM (1955): modello con castello alleggerito. Il peso è ridotto a 3,47 kg.

In Polonia è stata prodotta una versione dell'AKM con un'impugnatura anteriore appositamente abbassata per accettare il lanciagranate wz. 1974 Pallad da 40 mm, chiamato karabinek-granatnik wz. 1974.

### AKMS
La variante principale dell'AKM è l'AKMS (S – Skladnoy cioè "pieghevole"), il quale sostituisce il calcio in legno con uno ripiegabile sotto l'arma. Questo è leggermente differente dal calcio pieghevole del precedente AKS-47 in quanto il fermo blocca ambedue i bracci del calcio, e non uno solo (sul braccio sinistro) come avveniva invece in precedenza. In più è fatto di acciaio stampato tenuto insieme da rivetti, invece dell'acciaio lavorato dal pieno comunemente usato nell'AKS-47. Di questa versione è stato prodotto anche il modello compatto AKMSU.

### AKMP
L'AKMP ha un mirino con lama frontale e tacca posteriore dotati di punti illuminati da radio. Questo permette un miglior puntamento in condizioni di scarsa luminosità. La tacca scorrevole sul braccio del mirino è poi spostata sull'indicatore "S" (corrispondente all'indicatore "3" sull'AKM). Il mirino stesso è movibile nella scala e ha uno spazio subito sotto il mirino diurno che contiene una capsula contenente gas di trizio. La lama di mira frontale con punto al trizio viene installato nella base della lama frontale tramite una e molla.

### AKML
L'AKML è dotato di slitta laterale per l'applicazione di un dispositivo per la visione notturna. La slitta è composta da una piastra piatta, attaccata tramite rivetti alla parete sinistra della copertura della culatta, e da un punto di attacco fissato alla base tramite viti. Per proteggere il dispositivo, molto sensibile alla luce, è montato un tromboncino rompifiamma, che sostituisce il freno di bocca standard. Può anche essere impiegato in posizione prona con un bipiede rimovibile, per stabilizzare il tiro e diminuire lo sforzo di sostenere l'arma. Il bipiede è dato in dotazione come accessorio, ed è trasportato in una fondina attaccata alla cintura.

### AKMLP
La AKMLP è una versione dell'AKML dotata di mirino illuminato al trizio, come nell'AKMP.

### AKMSP
La AKMSP è una versione dell'AKMS dotata di mirino illuminato al trizio, come nell'AKMP.

### AKMSN
La AKMSN è derivata dalla AKMS ed è dotata di una slitta per l'applicazione di un dispositivo per la visione notturna e, come nell'AKML, è dotata di rompifiamma apposito e bipiede. Il braccio sinistro del calcio ripiegabile è appositamente deformato così da non colpire il dispositivo di visione notturna quando il calcio è chiuso, e l'anello anteriore della cinghia di trasporto è spostato più indietro.

### AKMSNP
La AKMSNP è una versione dell'AKMSN dotata di punti illuminanti al trizio, montati direttamente durante la produzione.

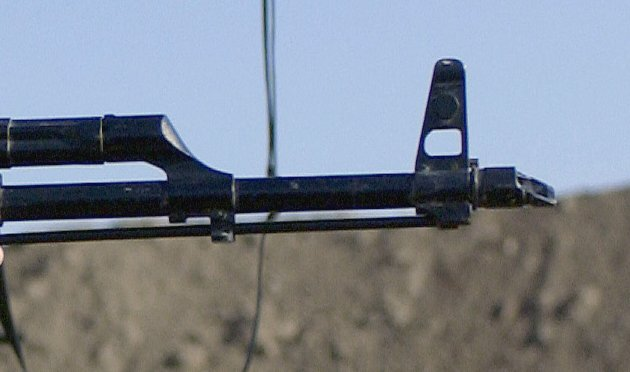
Il rompifiamma tagliato in obliquo

## Utilizzatori
- Afghanistan[2]
- Albania[3]
- Algeria[3]
- Angola[3]
- Armenia[3]
- Azerbaigian[3]
- Bangladesh[3]
- Bielorussia[3]
- Benin[3]
- Bosnia ed Erzegovina[3]
- Botswana[3]
- Bulgaria: prodotto localmente.[3]
- Cambogia[3]
- Capo Verde[3]
- Rep. Centrafricana[3]
- Ciad[3]
- Comore[3]
- Cuba[3]
- RD del Congo[3]
- Gibuti[2]
- Egitto: il Misr è una copia egiziana dell'AKM, prodotta dalla fabbrica 54 della Maadi Company for Engineering Industries al Cairo per l'esercito egiziano e per le vendite all'esportazione.[4][5][6][7][8]
- Guinea Equatoriale[3]
- Eritrea[3]
- Estonia: ancora in uso militare e di polizia limitato. Sostituito da AK-74.[3]
- Etiopia[2]
- Gabon[3]
- Georgia[3]
- Guinea[3]
- Guinea-Bissau[3]
- Guyana[3]
- Ungheria: esiste un derivato ungherese dell'AKM chiamato AK-63 prodotto da Fegyver-és Gépgyár. L'AK-63 viene fornito con un supporto fisso in legno o plastica, ma esiste una versione con un supporto metallico sotto-pieghevole chiamato AK-63D.[3]
- India[3]
- Iran[3]
- Iraq[3]
- Israele: catturato dagli eserciti arabi nel corso del conflitto arabo-israeliano.[3]
- Kazakistan[3]
- Kirghizistan[2]
- Laos[3]
- Lettonia[3]
- Lesotho[3]
- Liberia[3]
- Libia[3]
- Lituania[3]
- Madagascar[3]
- Mali[3]
- Moldavia[3]
- Mongolia[3]
- Marocco[3]
- Mozambico[3]
- Corea del Nord: variante del Type 68.[3]
- Pakistan: variante del Type 56.[3]
- Perù[3]
- Polonia: prodotto localmente. Sostituito da FB Beryl e successivamente dal MSBS.
- Qatar[3]
- Macedonia del Nord[3]
- Rep. del Congo[3]
- Romania: prodotto localmente come PM md. 63.[3]
- Russia: ancora in uso dalla polizia limitato. Ufficialmente sostituito nella maggior parte delle unità dall'AK-74. Alcuni rari usi principalmente in ambienti urbani a causa della capacità di penetrare una pesante copertura.[3]
- São Tomé e Príncipe[3]
- Serbia[3]
- Seychelles[3]
- Sierra Leone[3]
- Slovenia[3]
- Somalia[3]
- Sudan[3]
- Suriname[3]
- Siria[3]
- Tagikistan[3]
- Tanzania[3]
- Togo[3]
- Turchia[3]
- Turkmenistan[3]
- Ucraina: ancora in uso limitato, ufficialmente sostituito nella maggior parte delle unità militari ucraine dall'AK-74. L'AKMS utilizzato dal servizio di sicurezza ucraino.[3]
- Emirati Arabi Uniti[3]
- Uzbekistan[3]
- Vietnam[3]
- Yemen[3]
- Zambia[3]
- Zimbabwe[3]